# El Viso del Alcor
El Viso del Alcor este un municipiu în provincia Sevilia, Andaluzia, Spania cu o populație de 16.355 locuitori.
1. ↑  Nomenclátor Geográfico de Municipios y Entidades de Población (20240402 edition)